# Інграм (Пенсільванія)
Інграм (англ. Ingram) — місто (англ. borough) в США, в окрузі Аллегені штату Пенсільванія. Населення — 3391 особа (2020).

## Географія
Інграм розташований за координатами 40°26′41″ пн. ш. 80°4′7″ зх. д. / 40.44472° пн. ш. 80.06861° зх. д. (40.444832, -80.068505).  За даними Бюро перепису населення США в 2010 році місто мало площу 1,12 км², уся площа — суходіл.

## Демографія
Згідно з переписом 2010 року, у селищі мешкало 3330 осіб у 1511 домогосподарстві у складі 880 родин. Густота населення становила 2962 особи/км².  Було 1623 помешкання (1444/км²).
Расовий склад населення:
| - 91,7 % — білих - 5,7 % — чорних або афроамериканців - 0,7 % — азіатів - 0,2 % — корінних американців |

До двох чи більше рас належало 1,5 %. Частка іспаномовних становила 1,1 % від усіх жителів.
За віковим діапазоном населення розподілялося таким чином: 20,4 % — особи молодші 18 років, 64,6 % — особи у віці 18—64 років, 15,0 % — особи у віці 65 років та старші. Медіана віку мешканця становила 41,8 року. На 100 осіб жіночої статі у селищі припадало 91,0 чоловіків;  на 100 жінок у віці від 18 років та старших — 87,3 чоловіків також старших 18 років.
Середній дохід на одне домашнє господарство  становив 71 464 долари США (медіана — 47 222), а середній дохід на одну сім'ю — 70 682 долари (медіана — 61 023). За межею бідності перебувало 12,3 % осіб, у тому числі 24,7 % дітей у віці до 18 років та 1,8 % осіб у віці 65 років та старших.
Цивільне працевлаштоване населення становило 1832 особи. Основні галузі зайнятості: освіта, охорона здоров'я та соціальна допомога — 21,0 %, науковці, спеціалісти, менеджери — 16,5 %, мистецтво, розваги та відпочинок — 15,0 %.